# Anemi
Blodbrist leder hit. För alltför låg blodvolym, se Hypovolemi.
Anemi eller blodbrist definieras vanligen som en minskning i antalet röda blodkroppar eller mängden hemoglobin i blodet. Det kan även avse en nedsatt kapacitet hos blodet att bära syre. När anemi tillkommer långsamt är symptom ofta vaga och kan bland annat inbegripa: trötthet (fatigue), svaghet, andnöd eller sänkt kapacitet i träning. Anemi som uppstår plötsligt har ofta tydligare symptom som kan innefatta: sänkt medvetandegrad (konfusion), svimningskänsla och en ökad benägenhet att inta vätska. Det krävs betydande grad av anemi innan en individ blir tydligt blek. Det kan även finnas ytterligare symptom, beroende på underliggande orsak till anemin.
Det finns tre huvudtyper av anemi: till följd av blodförlust; till följd av nedsatt produktion av röda blodkroppar; till följd av ökad nedbrytning av röda blodkroppar. Orsaker till blodförlust är bland annat trauma och gastrointestinalblödning. Orsaker till en nedsatt produktion kan vara bland annat järnbrist, B12-brist, thalassemi och ett antal olika benmärgsneoplasier. Orsaker till en ökad nedbrytning innefattar ett antal genetiska tillstånd såsom sickel-cell anemi, infektioner som malaria, och vissa autoimmunna sjukdomar med mera. Anemin kan också klassificeras efter blodkropparnas storlek och hemoglobininnehåll. Om cellerna är små klassas anemin som en mikrocytär anemi, och om de är förstorade en  makrocytär anemi. I de fall de är av vanlig storlek kallas tillståndet för en normocytär anemi. Diagnosen ställs hos män om hemoglobininnehållet i blodet är lägre än 130 till 140 g/l (13 till 14 g/dl), medan hos kvinnor ställs diagnos då innehållet är lägre än mellan 120 och 130 g/l (12 till 13 g/dl). Ytterligare prov utöver hemoglobininnehåll krävs då för att utröna underliggande orsak till anemin.
Vissa grupper, bland annat gravida kan ha nytta av intag av järntillskott som förebyggande åtgärd. Kosttillskott, som tas utan att utröna underliggande orsak rekommenderas inte. Användning av blodtransfusion som behandling baseras typiskt sett på personens symptom och kliniska tecken. Bland individer som inte uppvisar symptom rekommenderas det inte om inte hemoglobinnivåerna ligger under 60 till 80 g/l (6 till 8 g/dl). Dessa rekommendationer kan även gälla vissa individer med akut blödning. Erythropoies-stimulerande medikament rekommenderas endast i de fall med allvarlig anemi.
Anemi är den vanligaste blodåkomman, och drabbar globalt sett ca. en fjärdedel av befolkningen. Järnbrists-anemi drabbar nästan 1 miljard människor. Det är vanligare hos kvinnor än hos män, bland barn, under graviditet och hos äldre. Anemi ökar kostnaderna av medicinsk vård och försämrar människors produktivitet då de inte har samma arbetskapacitet. Ordet anemi kommer från klassisk grekiska: ἀναιμία anaimia, vilket betyder "brist på blod", från ἀν- an-, "inte" + αἷμα haima, "blod".

## Definition
Med anemi avses en sänkning av blodets hemoglobinnivå till ett värde som är signifikant lägre än patientens normala nivå. Vad som är att anse som anemi är alltså individuellt och hos två olika personer med samma hemoglobinvärde kan den ena vara anemisk medan den andra inte är det.
Exempelvis kan en man med normalt hemoglobinvärde på 165 g/l ha en reduktion på ~20% till 135 g/l och fortfarande befinna sig inom det normala referensintervallet, fastän orsaken till sänkningen i detta fall skulle behöva utredas.
Med anledning av detta är det svårt att ange ett definitivt gränsvärde för anemi om man inte känner till en persons normala hemoglobinnivå. WHO definierar anemi hos vuxna som Hb understigande 130 g/l för män och 120 g/l för kvinnor.

## Symptom
Anemi ger i många fall inga märkbara symtom eftersom kroppen successivt vänjer sig vid den lägre halten hemoglobin i blodet. Man måste också skilja på symtom orsakade av anemin och symtom som beror på den bakomliggande orsaken till anemin.
Symtomen är ofta diffusa, såsom:
- Allmän svaghet/trötthet
- Andfåddhet
- Yrsel

## Klassifikation

### Röda blodkropparnas storlek
Man klassificerar utifrån storleken på röda blodkroppar som man fått från ett blodprov, och sedan tittat på genom ett mikroskop eller analyserat med automatiserad teknik. Om cellerna är mindre än normalt kallas de mikrocytära. Om de är större kallas de makrocytära och om de är normalstora kallas de normocytära. Det blodprov som mäter storleken kallas medelcellvolym (MCV) och ingår i en vanlig blodstatus.
|  |  |  |  |  |  |                           |                           |                           |                           |                           |                           |  |  |  |  |  |  |  |  |  |  | Anemi                         |                               |                               |                               |                               |                               |  |  |  |  |  |  |  |  |  |  |                            |                            |                            |                            |                            |                            |  |  |
|  |  |  |  |  |  |                           |                           |                           |                           |                           |                           |  |  |  |  |  |  |  |  |  |  |                               |                               |                               |                               |                               |                               |  |  |  |  |  |  |  |  |  |  |                            |                            |                            |                            |                            |                            |  |  |
|  |  |  |  |  |  |                           |                           |                           |                           |                           |                           |  |  |  |  |  |  |  |  |  |  |                               |                               |                               |                               |                               |                               |  |  |  |  |  |  |  |  |  |  |                            |                            |                            |                            |                            |                            |  |  |
|  |  |  |  |  |  | Mikrocytär anemi (MCV<80) | Mikrocytär anemi (MCV<80) | Mikrocytär anemi (MCV<80) | Mikrocytär anemi (MCV<80) | Mikrocytär anemi (MCV<80) | Mikrocytär anemi (MCV<80) |  |  |  |  |  |  |  |  |  |  | Normocytär anemi (80<MCV<100) | Normocytär anemi (80<MCV<100) | Normocytär anemi (80<MCV<100) | Normocytär anemi (80<MCV<100) | Normocytär anemi (80<MCV<100) | Normocytär anemi (80<MCV<100) |  |  |  |  |  |  |  |  |  |  | Makrocytär anemi (MCV>100) | Makrocytär anemi (MCV>100) | Makrocytär anemi (MCV>100) | Makrocytär anemi (MCV>100) | Makrocytär anemi (MCV>100) | Makrocytär anemi (MCV>100) |  |  |

(De exakta gränserna för MCV kan variera något mellan olika laboratorier. Enheten är fL)

#### Mikrocytär anemi
Den vanligaste typen av all anemi samt mikrocytär anemi beror på järnbrist, järnbristanemi. Andra exempel är sickle-cell anemi och thalassemi.
Järnbristsanemi orsakas av när födointaget eller järnupptaget är otillräckligt.
Hos kvinnor är vanligaste orsaken rikliga menstruella blödningar. Blödningarna måste dock alltid få en förklaring då de kan vara elakartade.
Järnbristsanemi är sista steget vid järnbrist. När kroppen har tillräckligt med järn för sina behov, sparas resten i benmärgen, levern och mjälten. Järnbrist sträcker sig från att inte sparat järn finns till järnbristanemi. Denna kan ha effekter på flera olika organ.

#### Normocytär anemi
Normocytär anemi kan orsakas av akuta blödningar. Leversvikt och njursvikt kan också ge normocytär anemi.
- Sekundär anemi
- Aplastisk anemi - orsakas av att benmärgen inte kan producera röda blodkroppar.

#### Makrocytär anemi
Vanligaste orsaken till makrocytär anemi är antingen vitamin B12-brist (perniciös anemi), folsyrabrist eller på bådadera, då de griper in i varandras metabolism vid DNA-syntesen. Detta kallas Megaloblastanemi. Ökad alkoholkonsumtion kan också ge ökad erytrocytstorlek.
Perniciös anemi uppkommer smygande under lång tid så kroppen hinner anpassa sig till ibland extremt låga hemoglobinhalter till och med under 20 g/l.

### Klassifikation utgående från anemins orsak
- Problem med produktionen av röda blodkroppar.
- Problem med funktionen hos röda blodkroppar.
- Överdriven förstörelse av röda blodkroppar cirkulerande i blodet (hemolytisk anemi) eller blodförlust

## Behandling
Behandlingen är helt beroende på orsaken till anemin och ska därför inriktas på att åtgärda det underliggande tillståndet.
Den enda generella behandlingen för anemi är blodtransfusion som dock på grund av flera negativa konsekvenser mest används i fall med svår och oftast akut anemi, med mycket lågt hemoglobinvärde (lägre än 60-70 g/l).